# Alexander Tusch
Alexander Tusch (* 19. November 1992 in Innsbruck) ist ein österreichischer Volleyballspieler. Er gewann mehrfach Titel in europäischen Ligen, darunter Österreich, der baltischen Liga und Bulgarien.

## Karriere
Tusch spielte von 2010 bis 2017 beim österreichischen Bundesligisten Hypo Tirol Volleyballteam Innsbruck. Mit dem Verein wurde der Tiroler sechsmal österreichischer Meister und spielte in der Champions League. Außerdem spielt Tusch seit 2012 in der österreichischen Nationalmannschaft. In der Saison 2017/18 war der Zuspieler bei Saaremaa VK aktiv, mit dem er Sieger der Baltischen Liga sowie estnischer Meister und Pokalsieger wurde. In der folgenden Saison spielte Tusch beim italienischen Zweitligisten BCC Leverano. 2019 wechselte er zum deutschen Bundesligisten Helios Grizzlys Giesen. 2020 wechselte er zum Saaremaa VK in Estland, anschließend zu Kioene Padova in Italien. 2021 ging er nach Bulgarien, wo er zuerst bei Neftochimik Burgas spielte und seit 2022 bei Hebar Pazardzhik aktiv ist.